# Doigtés de la clarinette
La clarinette est un instrument comportant un grand nombre de clefs. Les enchainements de doigtés ne sont pas toujours simples à réaliser et dépendent du système de clétage (système Boehm, système Albert...) utilisé. Nombre de notes peuvent être produites à partir de combinaisons différentes de doigté, et seul le travail régulier des gammes peut donner au musicien l'expérience nécessaire au bon choix lors de l'exécution d'un morceau.

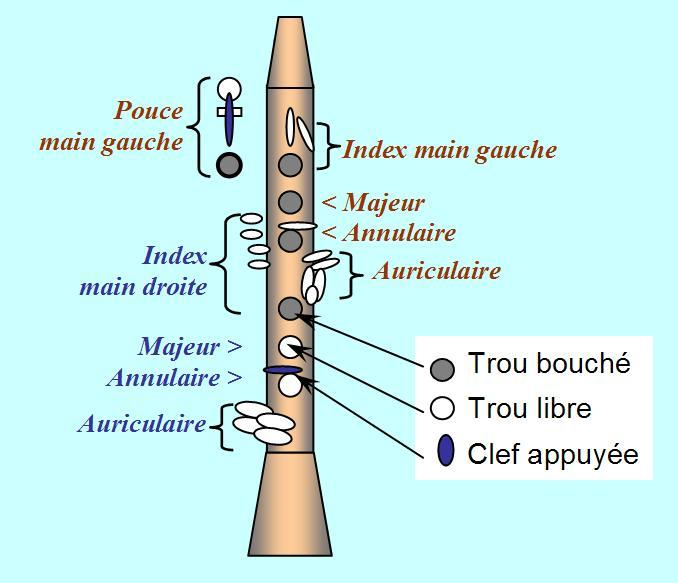
Prise en main de la clarinette et légende de la tablature (système Boehm à 18 clefs). Le schéma montre les trous et les touches des clefs.

## Position des mains
La clarinette repose sur le pouce de la main droite grâce à son repose-pouce, un support dont la position verticale est réglable sur certains modèles. L'instrument se tient donc avec la main droite en bas et la main gauche en haut. Il est aussi possible de soulager le pouce de la main droite en utilisant un cordon pour supporter le poids de l'instrument, comme c'est le cas pour le saxophone.
Généralement, il faut boucher les trous avec la pulpe des doigts (la partie charnue) en arrondissant un peu les doigts, comme pour saisir un crayon du bout des doigts.
La position des deux poignets est cassée par rapport au corps de l'instrument et seuls les doigts doivent bouger sans appuyer exagérément sur les clés. Les pouces possèdent un rôle stabilisateur de la voûte pour chaque main. Un appui excessif des doigts limite la vélocité de jeu du clarinettiste et peut révéler un défaut de bouchage de l'instrument (tampon tassé...). La main gauche ne doit pas être déplacée ou tournée pour actionner la clé de sol dièse et la clé du la médium.
Amand Vanderhagen est le premier  à rédiger un corpus pédagogique indiquant la posture du clarinettiste :
- Méthode nouvelle et raisonnée pour la clarinette (1785)
- Nouvelle méthode de clarinette (1796)[1]

## La clef de douzième (ou de registre)

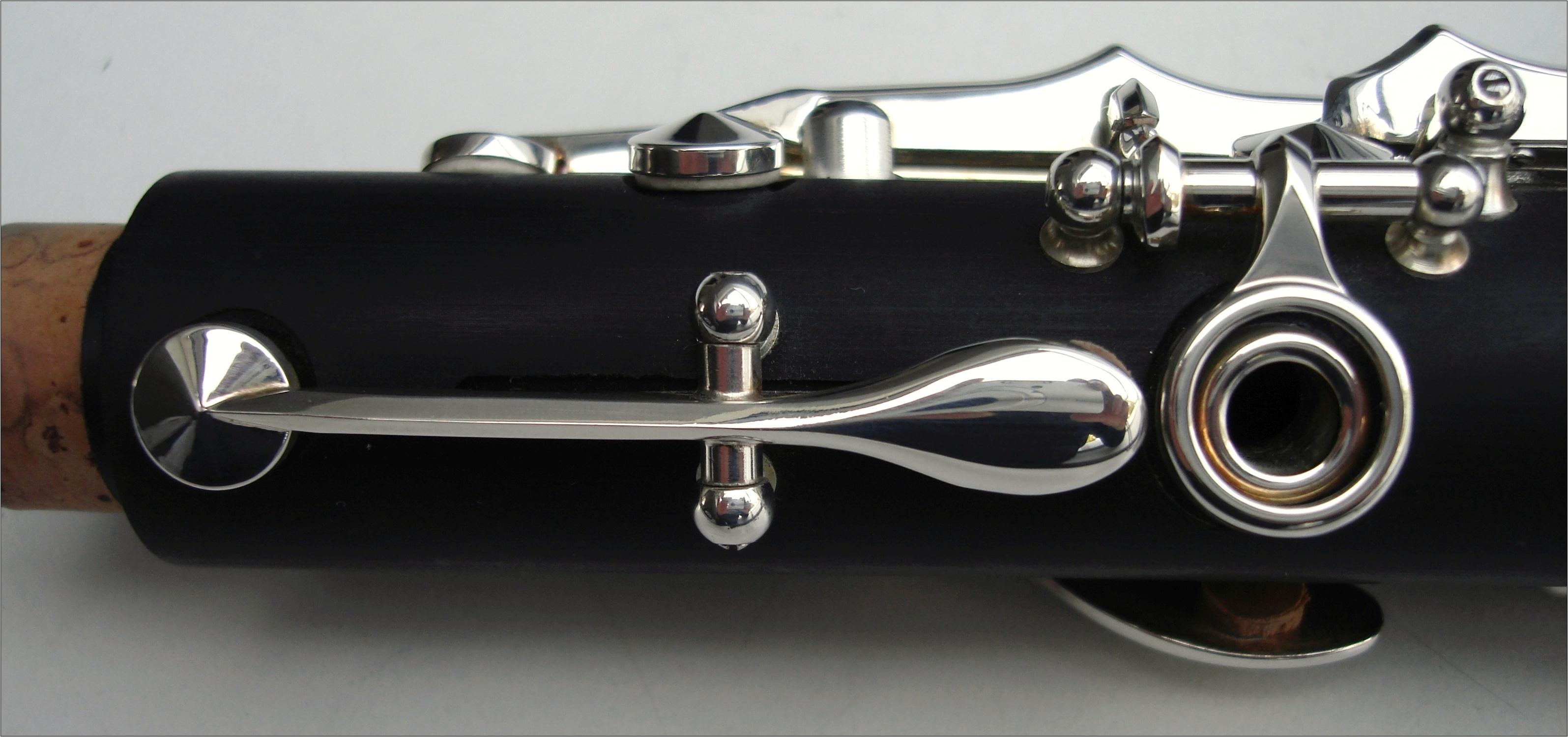
La clef de douzième (ou de registre) et l'anneau de sol (pouce gauche).

Le pouce de la main gauche bouche le trou situé derrière le corps de l'instrument ; il agit aussi sur la clef de douzième, ce qui permet le passage au registre clairon. Ainsi, lorsqu'on joue une note du registre chalumeau et qu'on appuie sur la clef de douzième, on obtiendra une note située 12 degrés plus haut dans la gamme, c'est-à-dire une octave augmentée d'une quinte.
Il est à noter que la clef de douzième est très souvent et improprement appelée clef d'octave, ce qui est juste dans le cas du hautbois et du saxophone, mais incorrect dans le cas de la clarinette.

## Doigtés des registres du chalumeau et du clairon

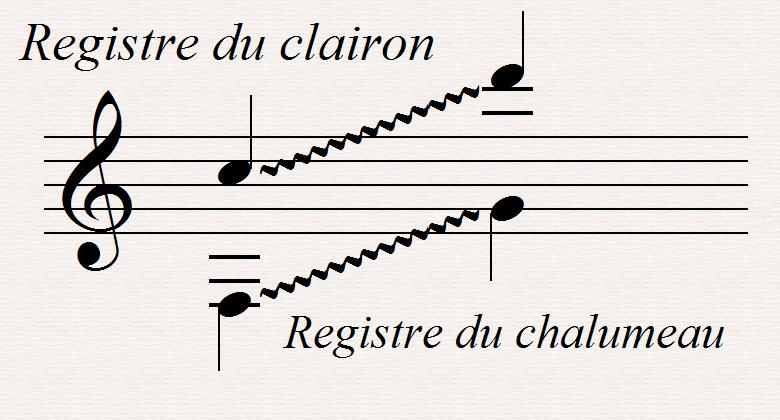
Correspondance des registres par quintoiement

La tablature donnée ici concerne la clarinette soprano en système Boehm. Les autres clarinettes (clarinette basse, petite clarinette, etc.) disposent du même ambitus écrit mais transposé dans la tonalité de l'instrument; de plus pour ces instruments transpositeurs, la note lue sur une partition correspondra toujours au doigté indiqué ici. La clef utilisée sur la partition (usuellement clef de sol pour la clarinette) peut éventuellement différer : clef de fa 4e, écriture allemande pour la clarinette basse.
Pour les notes du registre du clairon, le doigté proposé est à compléter par l'action du pouce gauche sur la clef de douzième (quintoiement) (point rouge).
La tablature proposée concerne une clarinette équipée de clef de Mi♭ main gauche, encore peu courante sur les modèles de base. Cela ne donne que deux dispositions supplémentaires qui seront indiquées en commentaire.
La disposition horizontale correspond à ce que voit l'instrumentiste apprenant, lorsqu'il retourne la clarinette en main pour contrôler la position de ses doigts. Beaucoup de planches sont données avec l'instrument représenté en position verticale ce qui donne le point de vue d'une personne extérieure.
| Chalumeau | Clairon | Schéma de doigté | Commentaires |
| --------- | ------- | ---------------- | --- |
| Mi        | Si      |                  | À ces deux doigtés on peut superposer, pour anticiper la montée, le doigté complémentaire du Fa/Do (ci-dessous) Le Si est la note d'accord (La en Ut) en orchestre symphonique. |
| Fa        | Do      |                  | Ce Do est la note d'accord pratiquée en orchestre d'harmonie (pour clarinette en Si♭). |
| Fa#       | Do#     |                  | Ce doigté peut s'ajouter à celui du Fa/Do (ci-dessus) ce qui permet un passage sans alternance des doigts |
| Sol       | Ré      |                  | |
| Sol#      | Mi♭     |                  | Le deuxième doigté n'est possible que sur les clarinettes disposant de cette clef. |
| La        | Mi      |                  | |
| Si♭       | Fa      |                  | |
| Si        | Fa#     |                  | Le doigté fourche est recommandé pour les montées chromatiques puisqu'il évite l'alternance de doigté. |
| Do        | Sol     |                  | |
| Do#       | Sol#    |                  | |
| Ré        | La      |                  | |
| Mi♭       | Si♭     |                  | Il existe un écart de justesse entre ces solutions, la première étant la meilleure. Leur emploi dépend fortement des notes enchaînées. Le doigté fourche s'insère bien dans un arpège. La clef latérale est pratique pour l'exécution de trilles. Elle est également enseignée aux débutants car plus facile à utiliser que l'autre clé. |
| Mi        | Si      |                  | |
| Fa        | Do(5)   |                  | |
| Fa#       | -       |                  | L'instrument n'est plus soutenu par la main gauche. Il n'y a plus de correspondance de doigté dans le registre du clairon. Il faut désormais regarder les doigtés spécifiques du suraigu. Le deuxième doigté sert surtout dans les passages chromatiques.                                                                                |
| Sol       | -       |                  | Tous les doigts sont dégagés. |
| Sol#      | -       |                  | L'instrument tient en équilibre sur les mains. Il est retenu seulement par l'embouchure. |
| La        | -       |                  | Cette note peut être particulièrement fausse (souvent trop haute). Sur les notes tenues, il convient de pratiquer un léger relâchement de l'embouchure pour corriger, ou de boucher certains des principaux trous du corps inférieur. |
| Si♭       | -       |                  | Les deux solutions ne sonnent pas de la même manière et diffèrent un peu sur la justesse. Le deuxième doigté est plutôt utilisé pour les trilles. |

## Doigtés du registre suraigu
Au-delà du Do(5), les doigtés ne suivent plus la même logique, et peuvent paraître aléatoires. Il s'agit de toute façon d'harmoniques supérieures. Suivant les facteurs, ou les générations d'instruments, les doigtés diffèrent : ils comportent parfois une correction pour la justesse.
Le tableau ci-dessous donne les doigtés éventuellement corrigés (clef en vert).
Pour les dernières notes, il n'existe pas de doigté franchement établi. La note obtenue relève parfois plus de la maîtrise de l'embouchure que de la simple application du doigté. La perfection est atteinte lorsqu'on peut exécuter ces notes sur de faibles nuances (p,pp), voire en sons filés (cette remarque vaut aussi pour le haut du registre du clairon).
| Note          | Schéma de doigté | Commentaires |
| ------------- | ---------------- | --- |
| Do#(5)        |                  | Ce doigté ne nécessite pas de correction.                                                                        |
| Ré(5)         |                  | Correction éventuelle.                                                                                           |
| Mi♭ ou Ré#(5) |                  | Correction éventuelle.                                                                                           |
| Mi(5)         |                  | Correction éventuelle.                                                                                           |
| Fa(5)         |                  | Le deuxième doigtée est une harmonique du La(4)                                                                  |
| Fa#(5)        |                  | Le deuxième doigté sort facilement, mais son doigté s'enchaîne mal.                                              |
| Sol(5)        |                  | Il s'agit de la dernière note facilement accessible. Elle figure parfois sur les partitions de musique militaire |
| Sol#(5)       |                  | |
| La(5)         |                  | Il s'agit de l'harmonique succédant au Mi(6).                                                                    |
| Si♭(5)        |                  | Très difficile.                                                                                                  |
| Si(5)         |                  | Très difficile.                                                                                                  |
| Do(6)         |                  | Très difficile.                                                                                                  |

## Doigtés de trilles

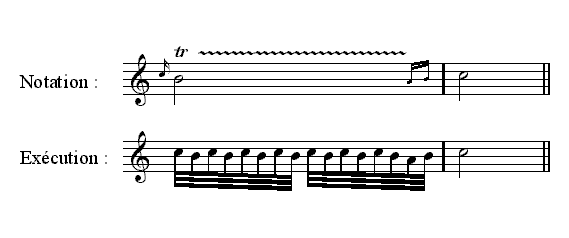
Interprétation de la notation des trilles (ici un trille baroque)

Dans les ornements, les notes doivent être exécutées rapidement. On peut tolérer un petit écart de justesse ou de timbre. Le trille étant réalisé sur une note et la suivante dans la gamme, il y a donc les trilles sur un ton et les trilles sur un demi-ton suivant le degré de la note.

### Les 4 clefs de trilles

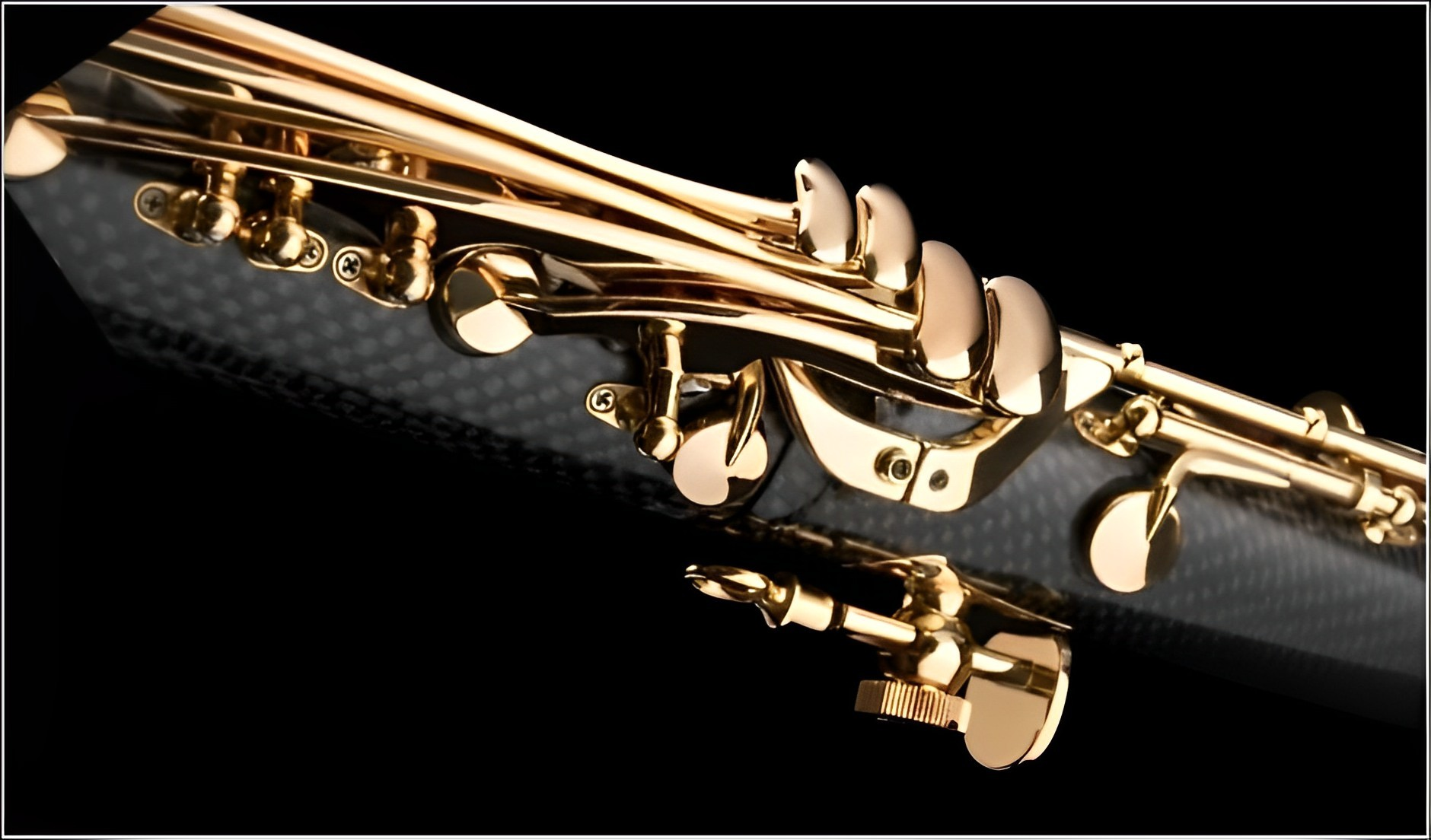
Clef de trilles.

Les quatre clés de trilles latérales sont également appelées « clés de cadence ».
Le problème à la clarinette concerne essentiellement les trilles à cheval sur un changement de registre. Exécutés avec le respect des doigtés désignés plus haut, ils demanderaient une alternance simultanée de presque tous les doigts, et de plus, le saut de mode harmonique n'est pas instantané. Les grandes clefs latérales apportées par Hyacinthe Klosé et Louis Auguste Buffet donnent accès à certaines notes sans passer par un changement de registre. Bien sûr, le timbre est différent mais la facilité et la rapidité d'exécution compensent largement ce défaut.
Ces doigtés seront aussi ceux appliqués pour l'exécution d'un mordant ou d'une appoggiature. 

### Tablature des trilles
Le tableau suivant donne les doigtés non triviaux pour l'exécution de trilles. 
Pour les autres (triviaux) il suffit d'appliquer en alternance les doigtés présentés dans les sections précédentes. En règle générale, pour les trilles triviaux, un doigt seulement doit bouger. 
Les deux notes entendues pour un trille sont indiquées sur la figure (deux croches). Les clefs en rouge sont celles animées lors de l'exécution. Les autres restent dans l'état.    
| Trille  | Schéma de doigté | Commentaires                                                                                               |
| ------- | ---------------- | --- |
| Fa/Fa#  |                  | Ce doigté évite l'oscillation complète de la main qui passe inévitablement par le Sol.                     |
| Fa/Sol  |                  | On peut également l'exécuter avec le doigté standard. L'agilité du pouce n'est cependant pas aussi grande. |
| Sol#/La |                  | Combinaison très rare.                                                                                     |
| La/Si♭  |                  | La grande clef est actionnée avec le flanc de l'index de la main droite.                                   |
| La/Si   |                  | La grande clef est actionnée avec le flanc de l'index de la main droite.                                   |
| La/Do   |                  | Les deux clefs sont simultanément appuyées avec le même doigt.                                             |
| Si♭/Si  |                  | La grande clef est actionnée avec le flanc de l'index de la main droite.                                   |
| Si♭/Do  |                  | Les deux clefs sont simultanément appuyées avec le même doigt.                                             |
| Si/Do#  |                  | Cas assez rare                                                                                             |
| Do/Do#  |                  | Doigté assez faux et finalement très ressemblant au trille suivant.                                        |
| Do/Ré   |                  | C'est le trille des « pas redoublés » ; difficile en si#                                                   |

## Cas particulier des grandes clarinettes
Pour les registres aigu et suraigu (au-delà du do5 en notation française écrit au-dessus de la portée en clé de sol) des clarinettes basses et alto modernes, le musicien dispose d'un demi-trou percé dans le plateau de l'index de la main gauche (trou mi3/si4) que tout bassiste se doit de maîtriser; en conséquence, les doigtés dans les registres aigu et suraigu de la clarinette basse (ou alto) diffèrent de ceux de la clarinette soprano et sont à adapter en fonction des modèles des fabricants.
Les grandes clarinettes, y compris la clarinette de basset, disposent de clés supplémentaires permettant d'atteindre le mi  grave, voire l'ut grave, en utilisant les annulaires et le pouce droit.